# Jacsijo
Jacsijo (Jacsijo-si, 八千代市) egy város Japán Kantó régiójában, azon belül Csiba prefektúrában. Egy 2015-ös felmérés alapján, a város körülbelül 191,853 fős lakossággal rendelkezik. A népsűrűsége pedig 3,730 fő/km².
A város területe 51.39/km². Az időzónája UTC+9 (Japán-idő).

## Földrajz
Jacsijo város Csiba prefektúra Északnyugati részén helyezkedik el, a Simósza síkságon, körülbelül 33 kilométerre Tokiótól és 13 kilométerre Csiba várostól.
A városon keresztül átfolyik a Sin-folyó, ami 10 kilométer hosszú. Sajnos hatalmas problémák adódnak a szennyezettséggel a folyó partjai mentén. A sok foszfor, kálium és nitrogén felhalmozódik a zöldség farmokon a folyó mentén. Egy 19 kilométer hosszú sétáló utat épített a város, aminek egy részén függőhíd található. Beszámoltak arról, hogy régen egy Aszonuma nevű mocsár is létezhetett Jacsijo városnál.

### Vízrajza
Folyók:
- Inba (vízelvezető csatorna)
- Kacutagava
- Kannógava
- Kanzakigava
- Kotakegava

## Népesség
Mióta elkészült a Jacsijo lakókomplexum, a népességszám jelentősen megnőtt. 1975-ben 100,000-el nőtt a lélekszám és ugyanebben az évben itt volt a legmagasabb a népességnövekedés Japánban. Különböző felmérések alapján 2028-ra várható a lélekszám növekedés megállása, ami körülbelül 204 000 ember után újra elkezd majd csökkenni.
| Lakosok száma | 189 781 | 193 152 | 200 538 |
|               | 2010    | 2015    | 2021    |

## Környező önkormányzatok

### Csiba prefektúra
- Hanamigava-ku
- Funabasi
- Szakura
- Inzai
- Siroi
- Narasino

## Közigazgatás

### Korábbi polgármesterek
- Kaneko Micsizumi (1967. január–1971. május 26)
- Nakamura Vahei (1971. május 27–1995. május 26)
- Ószava Kazuharu (1995. május 27–2002. december 7)
- Tojota Tosiró (2003. január 26–2013. április 30)
- Akiba Akikazu (2013. május 26–2017. május 25)
- Hattori Tomonori (2017. május 26–mostanáig)

## Történelme

### Korai történelem
Jacsijo területén már a Japán Őskőkorszak ideje óta éltek emberek. A régészek 30,000 évre visszamenő kőszerszámokat találtak. A Csiba-klán irányított mindent a mostani Jacsijo területén a késői Heian kortól a korai Muromacsi korig, majd végül a Szengoku korban került a terület a Murakami-klán irányítása alá.

### Edo-kor
Az Edo-korban a város területe két részre volt felosztva, az egyik rész a Tokugava sógunátus irányítása alatt állt, a másik pedig a Szakura hatalomé volt. Később egy Naritába tartó zarándok úti sukuba várossá vált.

### Modernkori történelem
A Meidzsi-restauráció után, Ovada falvai a Csiba körzetben, valamint Aso az Inba körzetben megalakult 1889. április 1-én. Ezen falvak nagy része a Japán Birodalmi Hadsereg irányítása alatt álltak, akik egy kiképző iskolát nyitottak 1876-ban, ami 1945-ig működött.
Jacsijo város Ovada város, Aso és Mucu falvak összeolvadásával jött létre 1954-ben, majd később, 1967. január 1-én várossá vált.

## Gazdasága
Jacsijo város egy regionális kereskedőváros és egy úgynevezett alvóváros a Tokió és Csiba számára. Növénytermesztést tekintve főleg rizzsel és japán körte termesztéssel foglalkoznak. A Pearl nevű hangszereket gyártó cég is itt található.

## Oktatás

### Egyetemek
- Sumei Egyetem, fő kampusz - (magániskola)

### Középiskolák
- Jacsijo Középiskola - (állami iskola)
- Jacsijo Higasi Középiskola - (állami iskola)
- Jacsijo Nisi Középiskola - (állami iskola)
- Jacsijo Soin Középiskola - (magániskola)
- Csiba Eiva Középiskola - (magániskola)
- Sumei Jacsijo Középiskola - (magániskola)

### Könyvtárak
- Jacsijo városi Ovada könyvtár
- Jacsijo városi Jacsijodai könyvtár
- Jacsijo városi Kacutadai könyvtár
- Jacsijo városi Midorigaoka könyvtár
- Jacsijo városi központi könyvtár (megnyitás: 2015. július 1.)

## Tömegközlekedés

### Vasút
- Keiszei elektromos vasút - Keiszei Fővonal
  - Jacsijodai - Keiszei Óvada - Kacutadai
- Tójó Gyorsvonat vállalat - Tójó Gyorsvonat vonal
  - Jacsijo-Midorigaoka - Jacsijo-Csúó - Murakami - Tójó-Kacutadai

### Autópályák
- 16-os Japán Nemzeti Autópálya
- 296-os Japán Nemzeti Autópálya

## Látnivalók
- Súkaku-in buddhista templom (Shaka Nyorai szobra egy kijelölt prefekturális kincs)
- Keiszei rózsakert
- Jacsijo városi fesztivál (Minden évben nyáron, tűzijátékkal)

## Jacsijoból származó híres személyek
- Jaoja Osicsi - Edo-kori gyújtogató
- Kobori Juszuke - professzionális boxoló
- Vatanabe Kodai - professzionális futball játékos
- Ivaszaki Hiromi - színésznő
- Takeucsi Takasi - üzletember és karakter illusztrátor

## Testvérvárosi kapcsolatok
Tyler, Texas, Amerikai Egyesült Államok - 1992 óta
 Bangkok, Thaiföld - 2008 óta